# Sibircio
Sibircio (griego: Σιβύρτιος) fue un oficial griego de Creta al servicio de Alejandro Magno, que vivió en el siglo IV a. C. Fue nombrado por él, a su regreso de India (326 a. C.), como gobernador de la provincia de Carmania. Poco después se cambió por el puesto más importante de sátrapa de Aracosia y Gedrosia, después de la muerte de Thoas.
A la muerte de Alejandro (323 a. C.), Sibircio, junto con la mayoría de los demás gobernadores de las lejanas provincias orientales, conservan su satrapía, lo que se confirmó en la segunda partición en Triparadiso, 321 a. C.
En las posteriores divisiones que surgieron entre los sátrapas orientales, Sibircio fue uno de los que apoyaron a Peucestas contra Pitón y Seleuco y, después, acompañó a su líder cuando se unió a Eumenes de Cardia en Susiana, 317 a. C. Su lealtad, sin embargo, era a Peucestas, y no a Eumenes, y en las intrigas del último contra su comandante en jefe, Sibircio lo apoyó con tanta firmeza que incurrió en el resentimiento especial de Eumenes, que amenazó con llevarlo a juicio; un destino del que sólo escapó con una precipitada huida. Pero esta ruptura abierta con Eumenes tenía la ventaja de asegurar el favor de  Antígono, quien, después de la derrota de su rival, confirmó a Sibircio en su satrapía, y puso bajo su mando una gran parte del cuerpo de tropas llamado Argiráspidas, una medida adoptada con el aparente objeto de la vigilancia de estas provincias contra los bárbaros vecinos, pero en realidad con vistas a la destrucción gradual de las tropas en cuestión, cuya turbulenta y desafectos espíritu estaba bien conocido.
Flavio Arriano menciona que Megástenes, el historiador y embajador de Seleuco en la India después de su tratado con Chandragupta Maurya de 303 a. C., vivía con Sibircio, sugiriendo esto que este último podrá haber permanecido en su puesto como sátrapa durante bastante tiempo:
"Megástenes vivió con Sibircio, sátrapa de Arachosia y, a menudo, habla de visitar a Sandracottus, el rey de los indios."